# Fei Liwei
Fei Liwei (chinesisch 费立纬 Fèi Lìwěi; * 12. März 2003 in Jiaxing) ist ein chinesischer Schwimmer und Olympiateilnehmer, der ausschließlich in der Freistiltechnik antritt.

## Sportliche Karriere
Sein erster großer internationaler Wettbewerb waren die Kurzbahnweltmeisterschaften im Dezember 2022, die in der australischen Stadt Melbourne ausgetragen wurden. Dort war Fei Liwei zwar für die Rennen über 400 und 1500 Meter Freistil gemeldet, trat jedoch zu beiden nicht an. Anfang Mai 2023 sicherte er sich bei den chinesischen Meisterschaften in Hangzhou vier Titel – über 800 und 1500 Meter Freistil sowie mit den Staffeln über 4 × 100 und 4 × 200 Meter Freistil. Darüber hinaus erreichte er über 400 Meter Freistil den dritten Platz. Bei seinem Sieg über die 1500 Meter Freistil schwamm er die schnellste chinesische Zeit seit fast einem Jahrzehnt und wurde der erst dritte Chinese überhaupt, der diese Distanz in unter 14:47 Minuten bewältigte. Ohne vordere Platzierung trat Fei im Juli gleichen Jahres bei den Weltmeisterschaften im japanischen Fukuoka an, doch wenige Wochen später erlebte er im September – abermals in Hangzhou – bei den Asienspielen seinen bislang größten Erfolg: Er gewann die Goldmedaille über 1500 Meter Freistil sowie zwei Silbermedaillen über 800 Meter Freistil und mit der 4-mal-200-Meter-Freistilstaffel. 
Bei den Weltmeisterschaften im Februar 2024 im katarischen Doha gelang ihm über 1500 Meter Freistil erstmals der Einzug in ein Weltmeisterschaftsfinale, das er auf dem siebten Rang beendete. Durch seine sehr guten Leistungen qualifizierte er sich für die im Juli und August 2024 in Paris stattfindenden Olympischen Sommerspiele. Dort zog er direkt in seinem ersten Wettkampf ins Finale über 400 Meter Freistil ein, was den späteren Sieger Lukas Märtens nach den Vorläufen dazu veranlasste, in einem Fernsehinterview auf den „Chinese[n], den man noch überhaupt nicht auf dem Zettel hatte“, der aber „eine super Zeit“ geschwommen sei, hinzuweisen. Zwar konnte Fei seine Vorlaufzeit im Finale minimal verbessern, kam letztlich jedoch nicht über den sechsten Platz hinaus.
Genau ein Jahr nach den Olympischen Spielen nahm Fei an den Weltmeisterschaften 2025 in Singapur teil. In den Individualrennen schied er zwar jeweils im Vorlauf aus, doch mit der Staffel über 4 × 200 Meter Freistil – für die er den Vorlauf bestritten hatte – gewann er die Silbermedaille.

## Statistik bei internationalen Großveranstaltungen
| Datum              | Austragungsort | Veranstaltung               | Disziplin          | Zeit           | Platz |
| ------------------ | -------------- | --------------------------- | ------------------ | -------------- | ----- |
| 13. Dezember 2022  | Melbourne      | Kurzbahnweltmeisterschaften | 1500 m Freistil    | DNS            | DNS   |
| 15. Dezember 2022  | Melbourne      | Kurzbahnweltmeisterschaften | 400 m Freistil     | DNS            | DNS   |
| 25. Juli 2023      | Fukuoka        | Weltmeisterschaften         | 800 m Freistil     | 7:56,69 min    | 24.   |
| 29. Juli 2023      | Fukuoka        | Weltmeisterschaften         | 1500 m Freistil    | 14:57,50 min   | 12.   |
| 25. September 2023 | Hangzhou       | Asienspiele                 | 4 × 200 m Freistil | nur im Vorlauf | 2.    |
| 26. September 2023 | Hangzhou       | Asienspiele                 | 1500 m Freistil    | 14:55,47 min   | 1.    |
| 28. September 2023 | Hangzhou       | Asienspiele                 | 800 m Freistil     | 7:49,90 min    | 2.    |
| 11. Februar 2024   | Doha           | Weltmeisterschaften         | 400 m Freistil     | 3:47,06 min    | 13.   |
| 13. Februar 2024   | Doha           | Weltmeisterschaften         | 800 m Freistil     | 7:51,18 min    | 16.   |
| 18. Februar 2024   | Doha           | Weltmeisterschaften         | 1500 m Freistil    | 14:50,51 min   | 7.    |
| 27. Juli 2024      | Paris          | Olympische Sommerspiele     | 400 m Freistil     | 3:44,24 min    | 6.    |
| 29. Juli 2024      | Paris          | Olympische Sommerspiele     | 800 m Freistil     | 7:47,11 min    | 10.   |
| 3. August 2024     | Paris          | Olympische Sommerspiele     | 1500 m Freistil    | 14:50,06 min   | 9.    |
| 27. Juli 2025      | Singapur       | Weltmeisterschaften         | 400 m Freistil     | 3:49,68 min    | 25.   |
| 29. Juli 2025      | Singapur       | Weltmeisterschaften         | 800 m Freistil     | 7:51,01 min    | 11.   |
| 1. August 2025     | Singapur       | Weltmeisterschaften         | 4 × 200 m Freistil | nur im Vorlauf | 2.    |
| 2. August 2025     | Singapur       | Weltmeisterschaften         | 1500 m Freistil    | 15:05,24 min   | 12.   |